# Bima jezik
Bima jezik (ISO 639-3: bhp), jedan od 27 austronezijskih jezika podskupine bima-sumba, šire skupine centralnih malajsko-polinezijskih jezika. Ima nekoliko dijalekata: kolo, sangar (sanggar), toloweri, bima i mbojo.
Govori ga 500 000 ljudi (1989.) naroda poznatog kao Bima ili Mbojo na istočnom dijelu otoka Sumbawa i na otoku Sangeang, Malim sundskim otocima i Indoneziji.

## Vanjske poveznice
- Ethnologue (14th)
- Ethnologue (15th)